# Давташен (район)
40°12′57″ пн. ш. 44°28′52″ сх. д. / 40.215833333333° пн. ш. 44.481111111111° сх. д.
Давташен (вірм. Դավթաշեն վարչական շրջան), також відоми як Давіташен і Давідашен — один з 12 районів Єревана, столиці Республіки Вірменії. Розташований на правому березі річки Раздан, Давташен межує з районами Ачапняк і Арабкір з півдня, а з півночі — з провінцією Котайк.

## Демографія
За даними перепису 2011 року, населення району становило 42 380 осіб (4% населення Єревана). За офіційною оцінкою 2016 року, населення району становить близько 42 500 осіб (10-те місце серед 12 районів Єревана).
Давташен переважно населений вірменами, які належать до Вірменської Апостольської Церкви. Церква Святих Мучеників, освячена у 2003 році, наразі є єдиною церквою в районі.

## Культура
У Давташені знаходиться бібліотека № 40, відкрита в 1996 році, і школа мистецтв імені Авета Тертеряна, відкрита в 1993 році.
У Давташені розташовані кіностудія «Вірменфільм», а також телеканал «Вірменія ТБ» Панвірмянської медіагрупи.
У міському парку Давташена знаходиться меморіал, присвячений вірменським жертвам Другої світової війни та Першої карабаської війни. Великий хачкар був встановлений у парку у 2001 році з нагоди 1700-ї річниці навернення Вірменії до християнства.

## Транспорт
Давташен з'єднаний з центральними частинами Єревана Давташенським мостом, відкритим у 2000 році. У 2019 році мер Єревана Айк Марутян оголосив, що розпочалися попередні роботи з продовження Єреванського метрополітену до Давташена.

## Економіка
Мешканці Давташена переважно зайняті у малому та середньому бізнесі. Тут розташовано близько 300 малих і середніх роздрібних магазинів, закусочних та інших підприємств.
Завод металоконструкцій «Аракс» — велике промислове підприємство, що працює в Давташені з 1984 року.

## Освіта
Станом на 2017 рік у Давташені розташовано 5 дошкільних навчальних закладів, 7 загальноосвітніх шкіл, а також Академія юстиції Міністерства юстиції Вірменії, яка відкрилася у 2014 році.

## Міжнародні зв'язки
З адміністрацією Давташенського району укладено офіційну угоду про співпрацю:
- Антоні, Іль-де-Франс, Франція, з 2015 року
- Артік, Ширак, Вірменія
- Мартакерт, Республіка Арцах

## Галерея

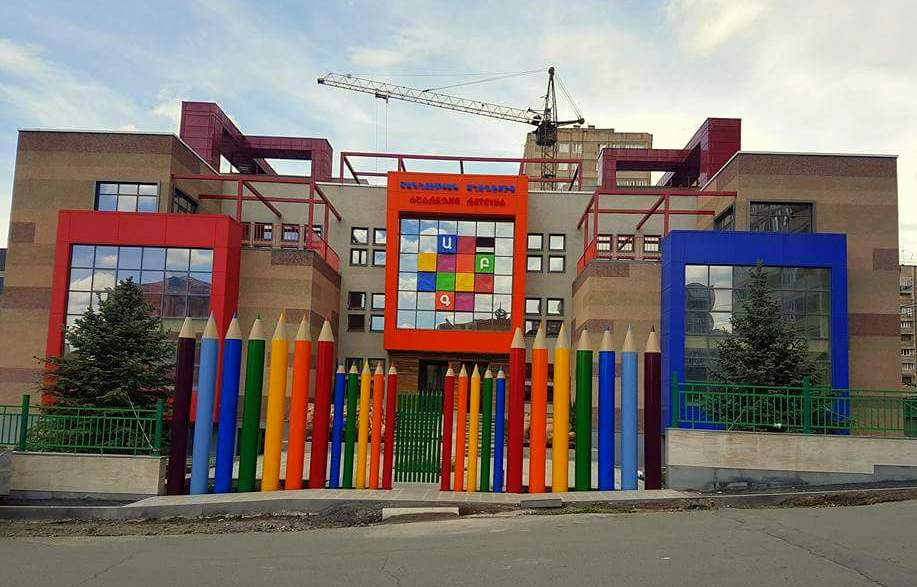
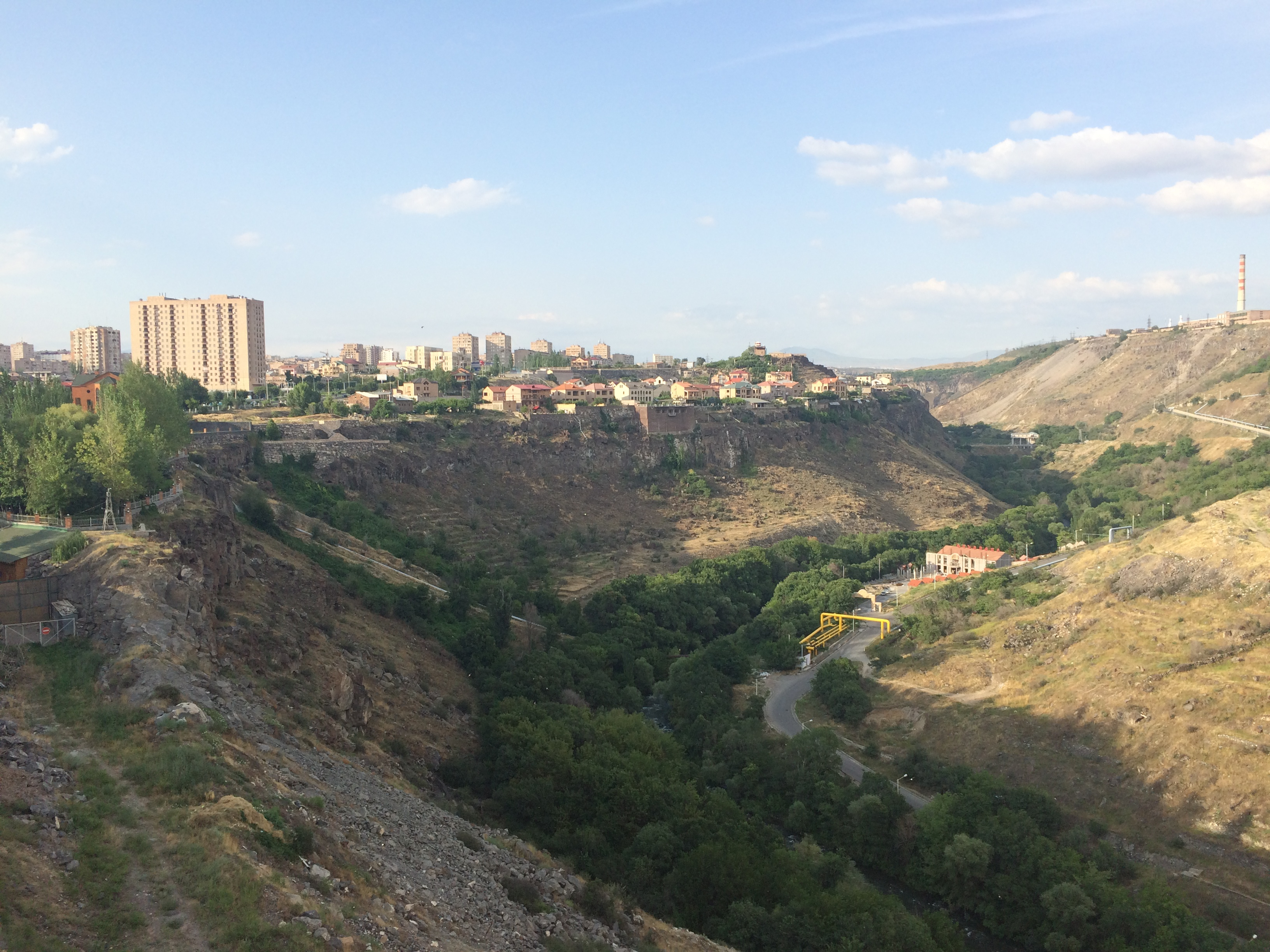
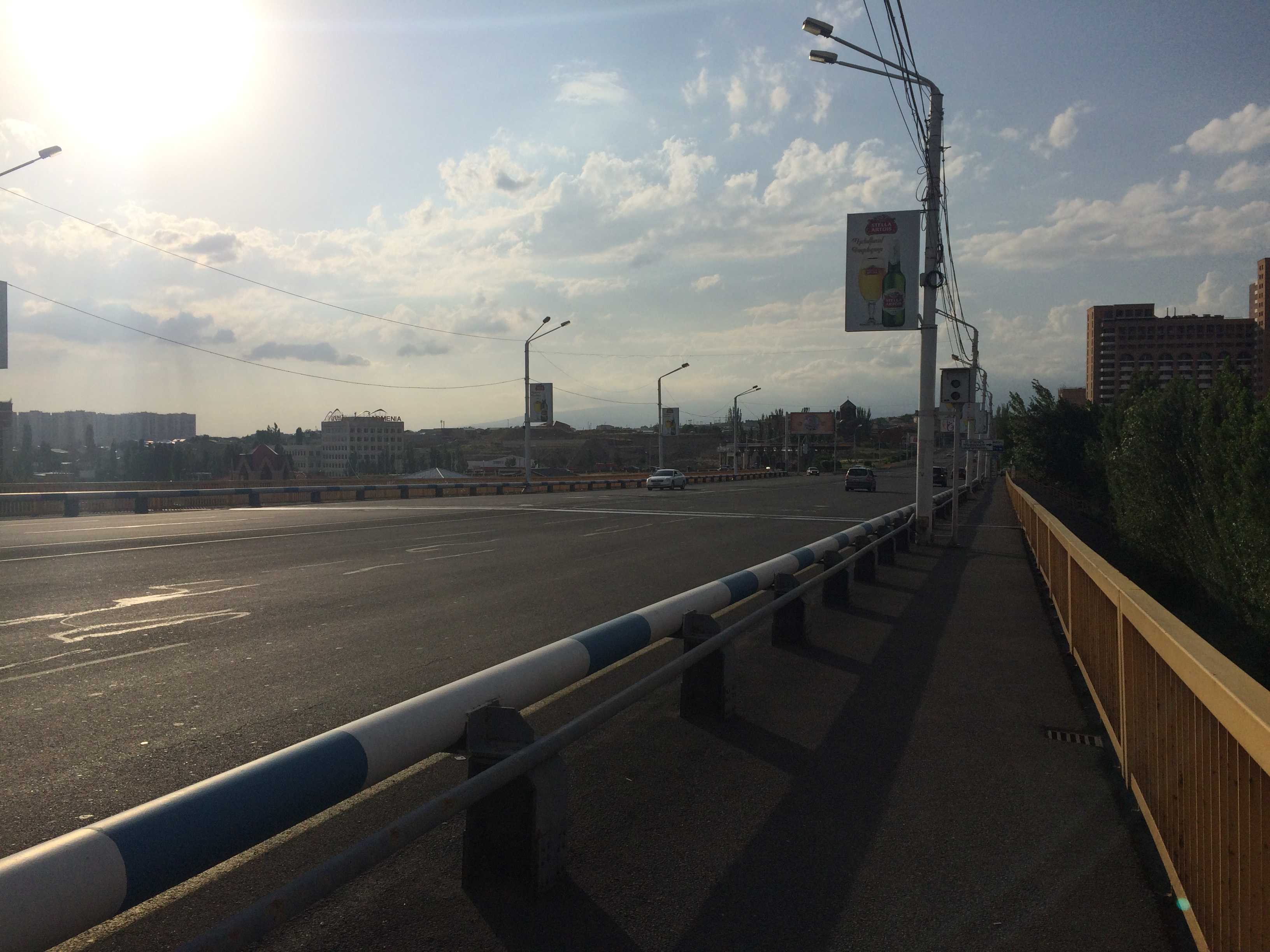
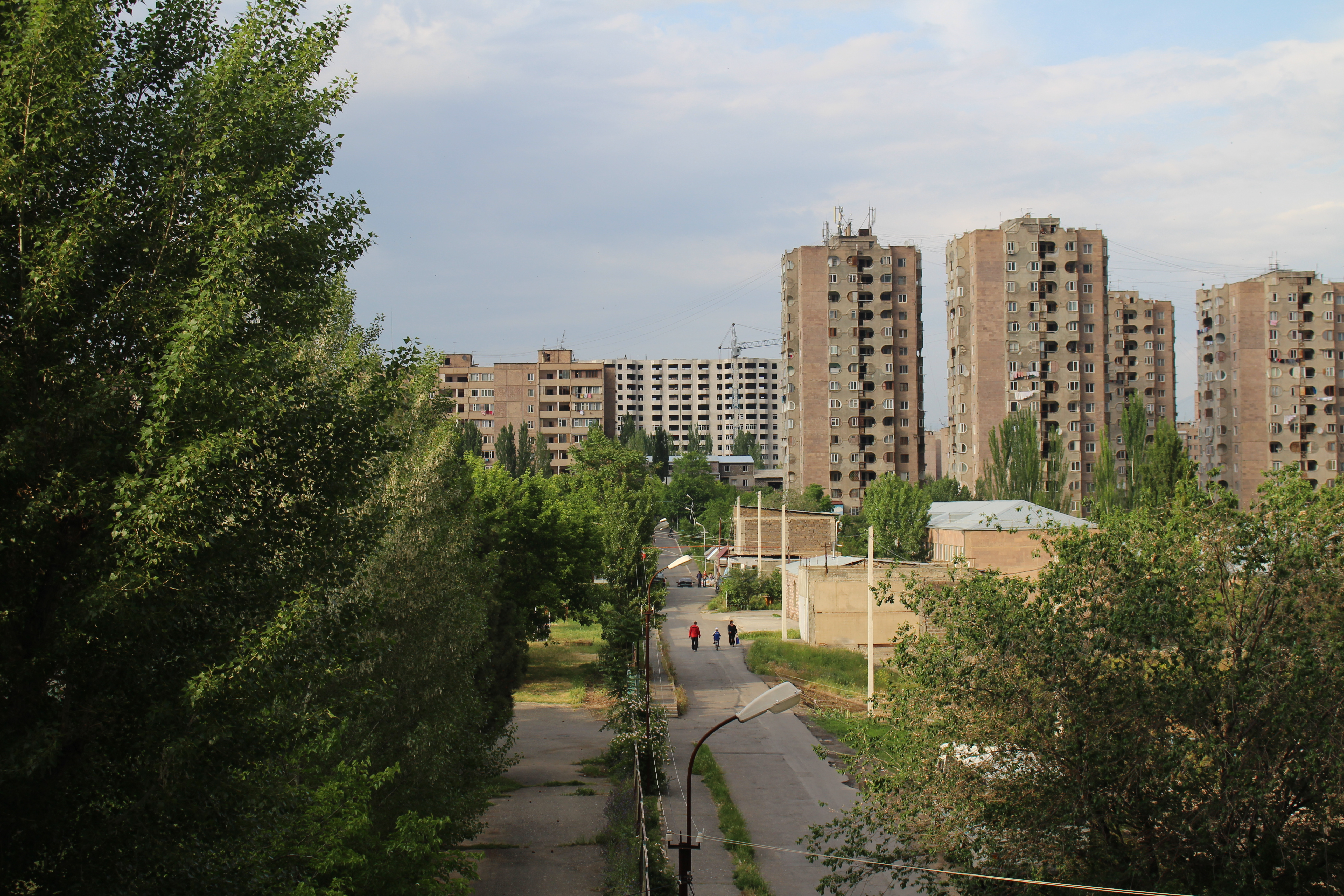
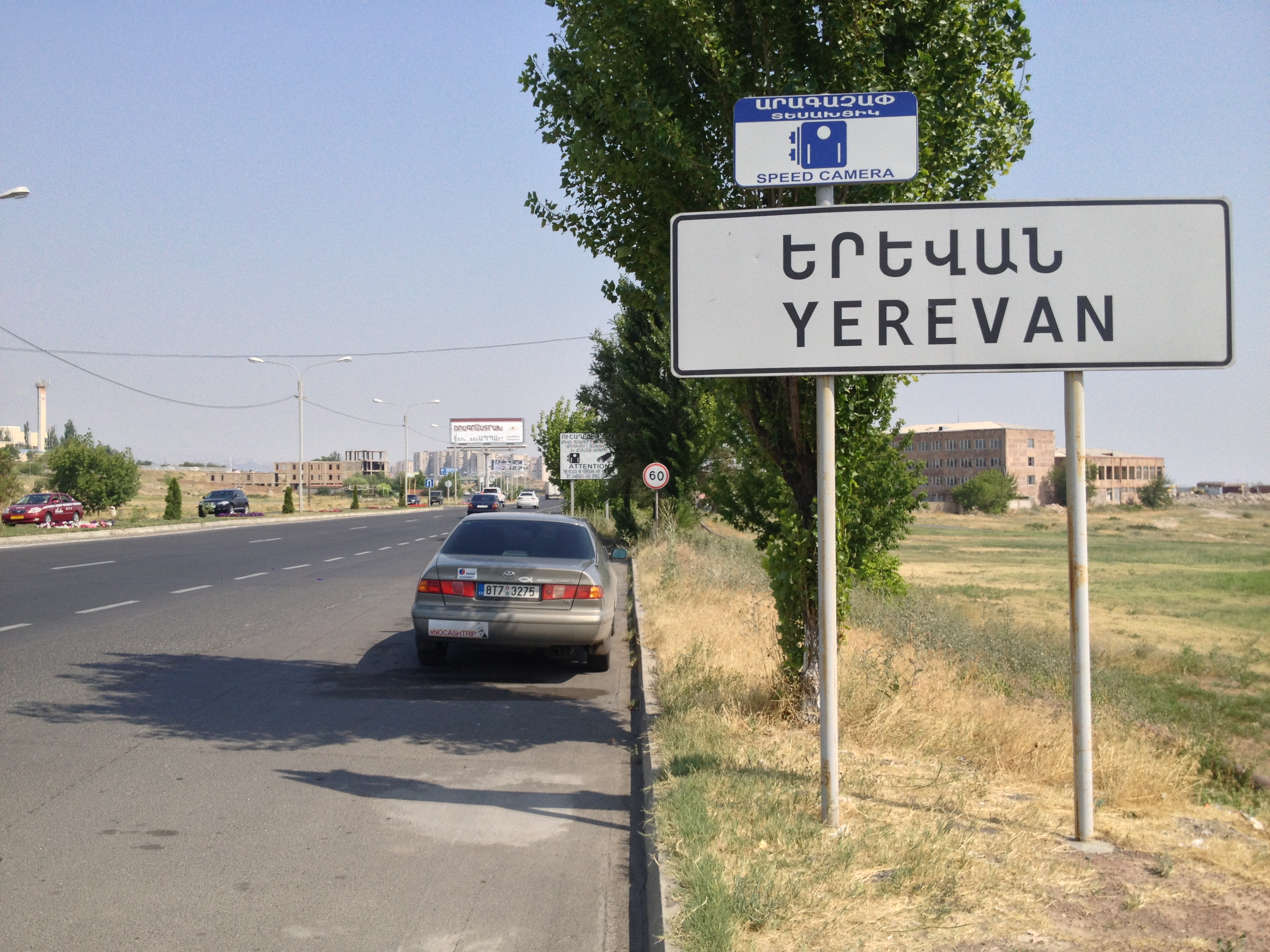
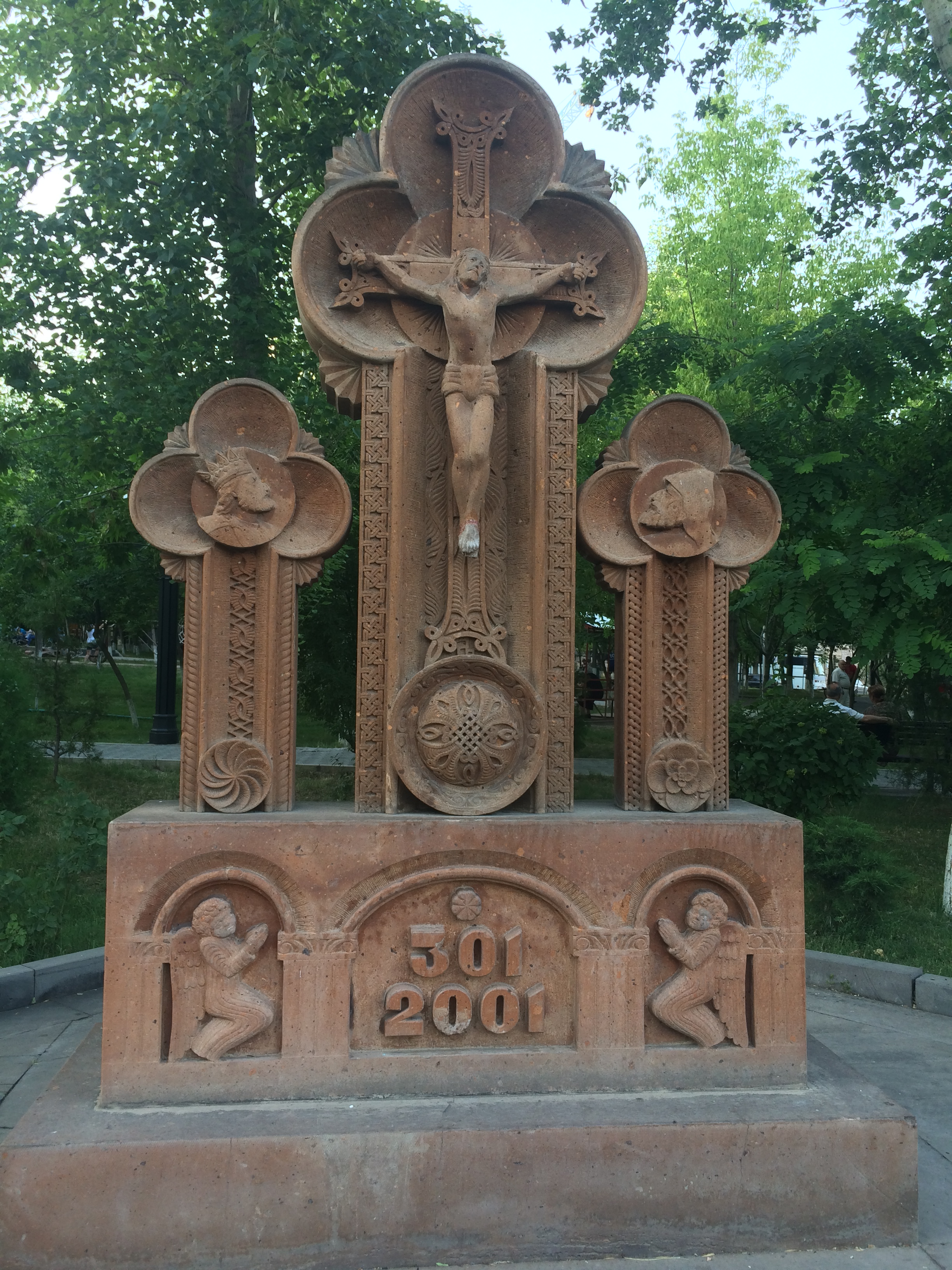
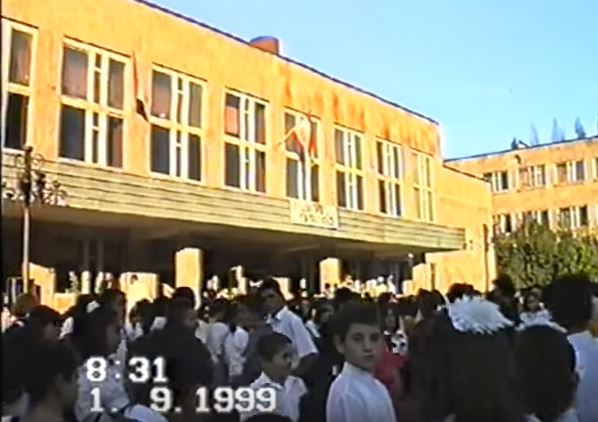
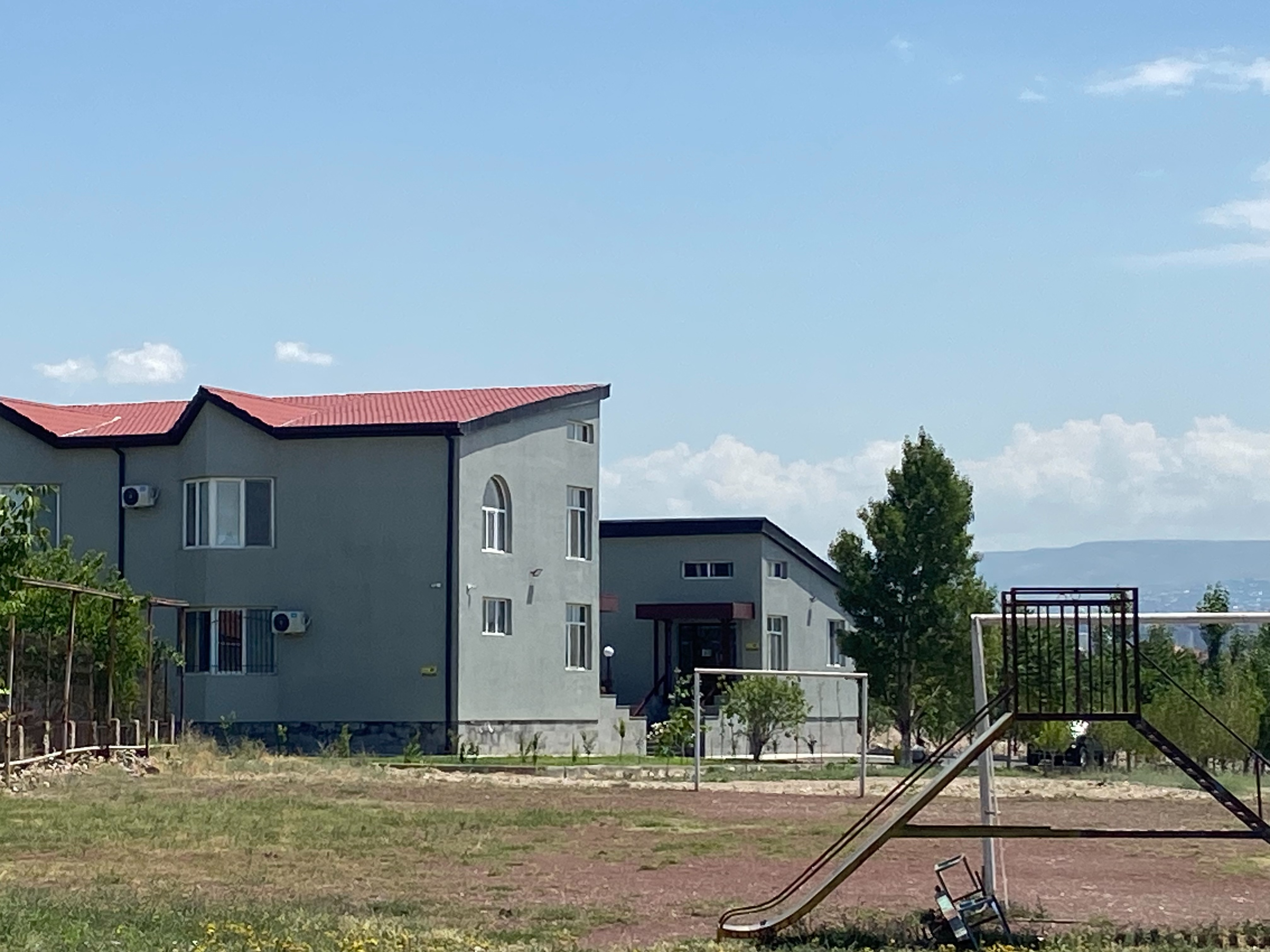
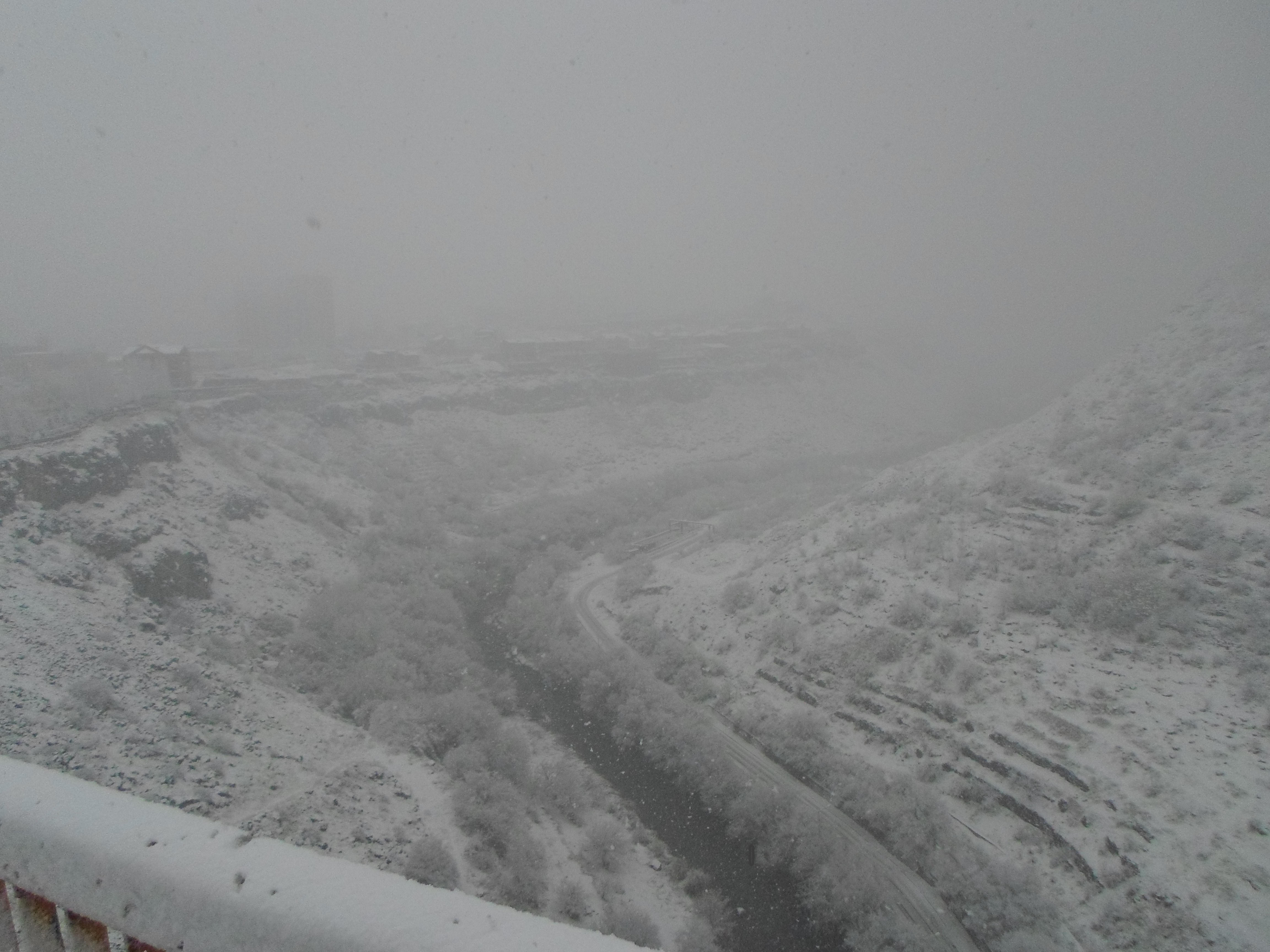